# Saša Imprić
Saša Imprić (Zagreb, 9. siječnja 1986.), hrvatski plivač i fotograf.

## Životopis
Rođen je 9. siječnja 1986. u zagrebačkom naselju Brezovica. Slijedeći fotografsku tradiciju u obitelji, završio je srednju fotografsku školu usporedno se baveći plivanjem, koje je počeo trenirati sa sedam godina.
Završio je višu trenersku školu u Zagrebu. Prvu javnu fotografsku izložbu održao je 2010. godine.

## Karijera
Kao osamnaestogodišnjak nastupio je na Olimpijskim igrama u Ateni 2004. godine. Iste godine postao je europski juniorski prvak.
Na Europskom prvenstvu u kratkim bazenima 2007. u mađarskom Debrecenu osvojio je srebrno odličje u utrci na 200 metara mješovito. U polufinalnoj utrci na istom prvenstvu postavio je hrvatski rekord na 200 metara.
Nastupio je i na Olimpijskim igrama u Pekingu 2008. i Londonu 2012. godine.
Višestruki je hrvatski državni prvak i rekorder.

## Vanjske poveznice
- Biografija na stranicama Hrvatskog olimpijskog odbora  Arhivirana inačica izvorne stranice od 25. siječnja 2010. (Wayback Machine)